# Gabriel Hermelin
Jan Mauritz Alexius Gabriel Hermelin, född 3 juli 1983 i Spånga församling, Stockholms län, är en svensk före detta barnskådespelare. Han är sonsons son till Gunni Hermelin.

## Filmografi
- 1994 – Bara du & jag – Moses
- 1997 – Kenny Starfighter (TV-serie) – Tyrone
- 1998 – Eva & Adam (TV-serie) – Peter
- 2022 – Kenny Starfighter – Dr Deo slår tillbaka (TV-serie) – Tyrone